# Carlo Cokxxx Nutten 2 (2009)
Carlo Cokxxx Nutten 2 ist ein Kollaboalbum der Berliner Rapper Bushido und Fler, die auf dem Tonträger unter den Pseudonymen Sonny Black und Frank White auftreten. Das Album erschien am 11. September 2009 über das Label ersguterjunge als Standard- und Premium-Version.

## Musikalischer Stil
Im Gegensatz zum ersten Teil von 2002 und dem zweiten Teil mit Saad, der 2005 erschien, sind auf Carlo Cokxxx Nutten 2 neben den typischen Battle-Tracks mehr tiefgründige Songs zu finden. Themen sind u. a. der Werdegang der beiden Rapper seit ihrem ersten gemeinsamen Album, sowie ihr zurückliegender Streit und die Versöhnung (Zukunft Part II). Vereinzelt werden Zeilen des Vorgänger-Albums durch DJ Stickle eingescratcht bzw. neu gerappt.
Die Musik wurde wie bei jedem Carlo Cokxxx Nutten-Album von Bushido selbst produziert. Bei neun der 21 Lieder stand ihm Martin Stock zur Seite.

## Covergestaltung
Auf dem Cover ist das Carlo Cokxxx Nutten-Logo, welches aus einem aufgeklappten Butterflymesser, das von dem Schriftzug Carlo Cokxxx Nutten umkreist wird, besteht, abgebildet. Es besteht bei der Standard-Edition aus weißem Pulver auf schwarzem Untergrund. Bei der Premium-Edition ist es aus schwarzem Pulver auf weißem Untergrund. Bei beiden Versionen steht über dem Logo Bushido produziert und darunter Carlo Cokxxx Nutten 2.

## Gastbeiträge
Der einzige Gastbeitrag auf dem Kollabo-Album befindet sich lediglich auf der Premium-Version. Hier ist der damals noch bei ersguterjunge unter Vertrag stehende Rapper Kay One auf dem Remix von Ich rap für zu hören.

## Titelliste
Standard-Version:
| #  | Titel                                       | Produzent              | Länge |
| -- | ------------------------------------------- | ---------------------- | ----- |
| 1  | Intro                                       | Bushido                | 0:57  |
| 2  | Reloaded                                    | Bushido & Martin Stock | 3:27  |
| 3  | Carlo Cokxxx Flashback                      | Bushido                | 2:58  |
| 4  | Zwei Turntables und ein Mic                 | Bushido                | 3:47  |
| 5  | Eine Chance                                 | Bushido & Martin Stock | 4:07  |
| 6  | Ich wollte eigentlich nur rappen            | Bushido                | 3:29  |
| 7  | Der Song lacht                              | Bushido                | 3:17  |
| 8  | Komm klar, Spast!                           | Bushido                | 3:33  |
| 9  | Ich war noch nie wie die (Sonny Black Solo) | Bushido                | 4:08  |
| 10 | Zukunft Pt. II                              | Bushido & Martin Stock | 3:30  |
| 11 | Unsterblichkeit                             | Bushido & Martin Stock | 3:28  |
| 12 | Die Krähen kreisen                          | Bushido & Martin Stock | 3:28  |
| 13 | Albtraum (Frank White Solo)                 | Bushido                | 3:16  |
| 14 | Vorbild                                     | Bushido & Martin Stock | 3:54  |
| 15 | Highlife                                    | Bushido & Martin Stock | 3:03  |
| 16 | Ich rap für                                 | Bushido                | 4:08  |
| 17 | Zu Gangsta                                  | Bushido                | 3:26  |

Bonus-Songs der Premium-Version:
| #  | Titel                     | Gastbeiträge | Produzent              | Länge |
| -- | ------------------------- | ------------ | ---------------------- | ----- |
| 18 | Zeiten ändern sich Pt. II |              | Bushido                | 3:27  |
| 19 | Wie ein Tattoo            |              | Bushido & Martin Stock | 3:05  |
| 20 | Straßengangsound          |              | Bushido & Martin Stock | 3:50  |
| 21 | Ich rap für (Remix)       | Kay One      | Bushido                | 4:08  |

## Kritiken
| Professionelle Bewertungen | Professionelle Bewertungen |
| -------------------------- | -------------------------- |
| Kritiken                   |                            |
| Quelle                     | Bewertung                  |
| rap.de                     | [ 3 ]                      |
| rappers.in                 | [ 4 ]                      |
| hiphop-jam.net             | [ 5 ]                      |

Die Kritiken zu Carlo Cokxxx Nutten 2 fielen durchschnittlich bis positiv aus.
Bei rap.de erhielt das Album 6 von möglichen 7 Sternen:

„Wenn sie in jedem zweiten Lied absolut zusammenhanglos ‚Nutte‘ oder ‚Schlampe‘ rufen möchten, dann machen sie das eben. Das kann man niveaulos finden und sicherlich ist der Vorwurf gestattet, dass Fler zwar besser rappt als Bushido, beide aber raptechnisch nicht die absolute Spitze in der deutschen Hip Hop Szene darstellen. Trotzdem handelt es sich bei ‚Carlo Cokxxx Nutten 2‘ um ein rundes, unterhaltsames, durchdachtes und nicht zuletzt ausgezeichnet produziertes Album.“

Bei rappers.in erhielt das Album 3,5 von möglichen 6 Punkten:

„Hits wie ‚Unsterblichkeit‘ oder ‚Zu Gangsta‘ und wenige weitere Ausnahmen will ich an dieser Stelle nicht tot reden, aber gerade beim kritischen Abgleich mit dem, was die beiden Berliner fortsetzen wollten (‚Carlo Cokxxx Nutten‘ und ‚Vom Bordstein bis zur Skyline‘), kann man weder große Ähnlichkeiten noch eine ähnlich gute Qualität der musikalischen Untermalung ausmachen. Und ob sie nun Außenseiter oder die Meistverdienenden der Szene sind, gerade diese Untermalung hat nunmal einfach einen Großteil des ‚Carlo Cokxxx Flavour‘ ausgemacht und selbige macht den Nachfolger nun lediglich zu einem soliden Kollabo-Album...“

## Chartplatzierungen und Singles
Carlo Cokxxx Nutten 2 stieg in der 40. Kalenderwoche des Jahres 2009 auf Platz 3 der deutschen Album-Charts ein. In den folgenden Wochen belegte der Tonträger die Positionen 27; 44 und 59. Das Album war insgesamt sechs Wochen in der Liste der 100 meistverkauften Alben der Woche vertreten.
Die Single Eine Chance / Zu Gangsta konnte Platz 26 der deutschen Singlecharts erreichen und sich sieben Wochen in den Top 100 halten.